# Медаль Модгейм
Медаль Модгейм — пам'ятна державна нагорода Королівства Норвегія.

## Історія
Медаль Модхейм за своїм положенням відноситься до Королівської медалі Заслуг, має з нею зовнішню схожість, за винятком прикріпленої до срібної стрічки планки з написом «MAUDHEIM 1949—1952» (укр. Модгейм 1949—1952). Медаль була заснована королем Гоконом VII 14 листопада 1951 року для нагородження 18 учасників, які повернулися з норвезько-британо-шведської наукової експедиції в Антарктиді, що проходила в період з 1949 по 1952 роки.

## Опис
Медаль круглої форми з срібла з королівської геральдичною короною зверху.
На аверсі зображений профільний погрудний портрет короля Гокона VII, що має по колу написи: «HAAKON VII • NORGES KONGE • ALT FOR NORGE •» (укр. «Гокон VII • Король Норвегії • Все для Норвегії •»).
На реверсі — вінок з дубових гілок, чотири рази на хрест перевитий стрічкою. У краю медалі по колу напис: «KONGENS FORTJENSTMEDALJE» (укр. Королівська медаль Заслуг). У центрі медалі гравірується ім'я власника і рік вручення.
 Стрічка медалі шовкова, муарова, синього кольору з жовтою смужкою по центру. На стрічку прикріплена срібна планка з написом: «MAUDHEIM 1949—1952».